# Умвельт
Умвельт (нем. Umwelt, «окружающий мир») в биосемиотике и других науках: понятие, введённое Якобом Икскюлем и развитое Томасом Себеоком и обозначающее биологические основания для изучения коммуникации биологических видов (включая человека). Согласно Икскюлю, в силу биологических особенностей у животных могут быть разные умвельты, несмотря на единство физической среды обитания. Человек, как и любой другой вид, имеет собственный умвельт. Отдельные популяции людей реализуют собственные умвельты, но при этом не происходит биологического расщепления вида на подвиды.
Умвельт — это особый мир восприятия и действия, тот мир, который строит себе всякий биологический вид и отдельная особь в нем, к которому адаптирован и который определяет способ его поведения в нем. Умвельт — это определенный срез мира, поскольку каждое живое существо выбирает из всего многоцветья, многозвучия, многовкусья, множества запахов мира, из всего многообразия тактильных ощущений, связанных с возможными контактами с внешними предметами в мире, только те раздражители и те сигналы, которые соответствуют возможностям органов чувств этого живого существа и служат его нуждам выживания и успешной деятельности.
Можно также сказать, что умвельт состоит из знаков, которые животное получает через органы чувств и интерпретирует. Таким образом, умвельт — это субъективный мир животного. Его образуют две сферы, выкроенные органами чувств и органами действия из окружающей действительности, — перцептуальный мир и операциональный мир. Среди синонимов понятия «умвельт» — поведенческое пространство жизни, значимая среда.